# Ally McCoist
Alistair (Ally) McCoist (ur. 24 września 1962 w East Kilbride) – szkocki trener piłkarski i piłkarz grający na pozycji napastnika. 61-krotny reprezentant Szkocji.
Ally McCoist swoją bogatą w sukcesy karierę rozpoczynał w klubie St. Johnstone F.C., gdzie zadebiutował w roku 1978. W swym pierwszym sezonie w tej drużynie zagrał jedynie cztery mecze, nie strzelając żadnego gola. W sezonie 1980/81 rozegrał on w barwach St Johnstone aż 38 meczów, zdobywając 22 bramki. Po tym sezonie wiele znamienitych klubów z Wielkiej Brytanii chciało mieć u siebie McCoista, jednak wszystkie oferty, w tym Rangersów przebił Sunderland. Pobyt w Sunderlandzie nie należał do udanych dla Ally'ego, gdyż w 56 rozegranych meczach strzelił jedynie 8 goli. W roku 1983 klub z Glasgow doprowadził swoje starania - ówczesny menedżer Rangersów, John Greig sprowadził McCoista na Ibrox Park.
Grając w Rangers F.C. McCoist zdobył ogółem dziesięć mistrzostw Szkocji, zdobył Puchar Szkocji oraz dziewięć razy unosił w górę Puchar Ligi Szkockiej. Dwa razy, w 1992, i 1993 zdobył Europejski Złoty But, czyli nagrodę dla najlepszego strzelca lig europejskich w danym sezonie, został też wybrany Szkockim Piłkarzem Roku 1992. McCoist jest liderem w klasyfikacji najlepszych strzelców w historii Rangersów – zdobył 255 bramek w samej lidze, a ogólnie strzelił ich 355), w dodatku zajmuje piąte miejsce na liście strzelców reprezentacji Szkocji z dziewiętnastoma golami zdobytymi w 61 meczach. Jest też członkiem Klubu Wybitnego Reprezentanta, który zrzesza szkockich futbolistów mających na swym koncie ponad 60 występów w kadrze narodowej. McCoist zakończył karierę w Kilmarnock FC, będąc podopiecznym trenera Bobby’ego Wiliamsona. W roku 2004 został mianowany asystentem Waltera Smitha, menedżera reprezentacji Szkocji.
McCoist wrócił do Rangers jako asystent menedżera Waltera Smitha w styczniu 2007 r.
W dniu 22 lutego 2011 roku ogłoszono, że będzie nowym menedżerem Rangers od maja 2011 roku
16 maja 2011 roku został trenerem Rangers F.C.
Znany jest również jako komentator sportowy. Do 2006 współpracował razem z Johnem Motsonem jako komentator serii gier EA Sports – FIFA.